# 京都市西京極総合運動公園
京都市西京極総合運動公園（きょうとし にしきょうごく そうごううんどうこうえん）は、京都府京都市右京区西京極にある広域運動公園である。

## 概要

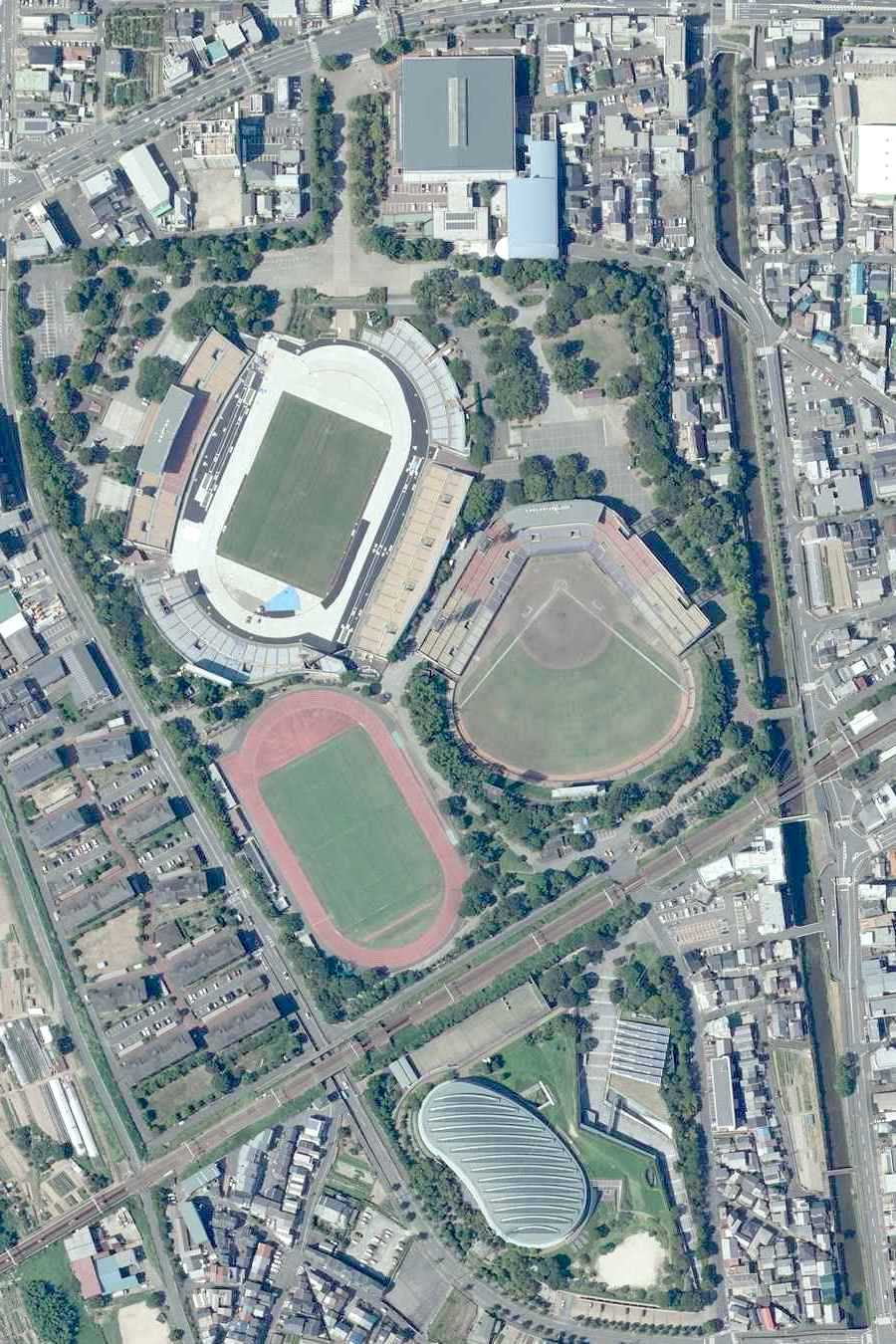
航空写真（2020年）

総面積19.1haの園内には、陸上競技場兼球技場、補助競技場、野球場、プール兼アイススケートリンク、体育館（旧ハンナリーズアリーナ）、アーチェリー場、芝生公園「緑の丘」などが設けられている。阪急京都本線の線路を挟んで2つのゾーンに分かれており、北側に陸上競技場兼球技場、補助競技場、野球場、体育館、南側にプール兼アイススケートリンク、アーチェリー場、芝生公園がそれぞれ位置している。

## 歴史
1930年、東宮（昭和天皇）成婚奉祝記念京都市運動場として葛野郡京極村に建設が開始された。
1945年、進駐軍に接収、1951年、接収解除。
1988年の第43回国民体育大会（京都国体）開催を機に、1982年から全面改修を進め、1989年に再整備を完了した。
1995年に、京都パープルサンガ（現：京都サンガF.C.）の日本プロサッカーリーグ（Jリーグ）加盟に合わせ、陸上競技場兼球技場のスタンドを改修した後、2019年までサンガのホームスタジアムとして活用された。
プール施設は1982年の全面改修時に撤去したが、1999年に建設工事に着手、2002年6月に整備を完了。

## 施設概要

### 陸上競技場兼球技場
- 日本陸上競技連盟第一種公認

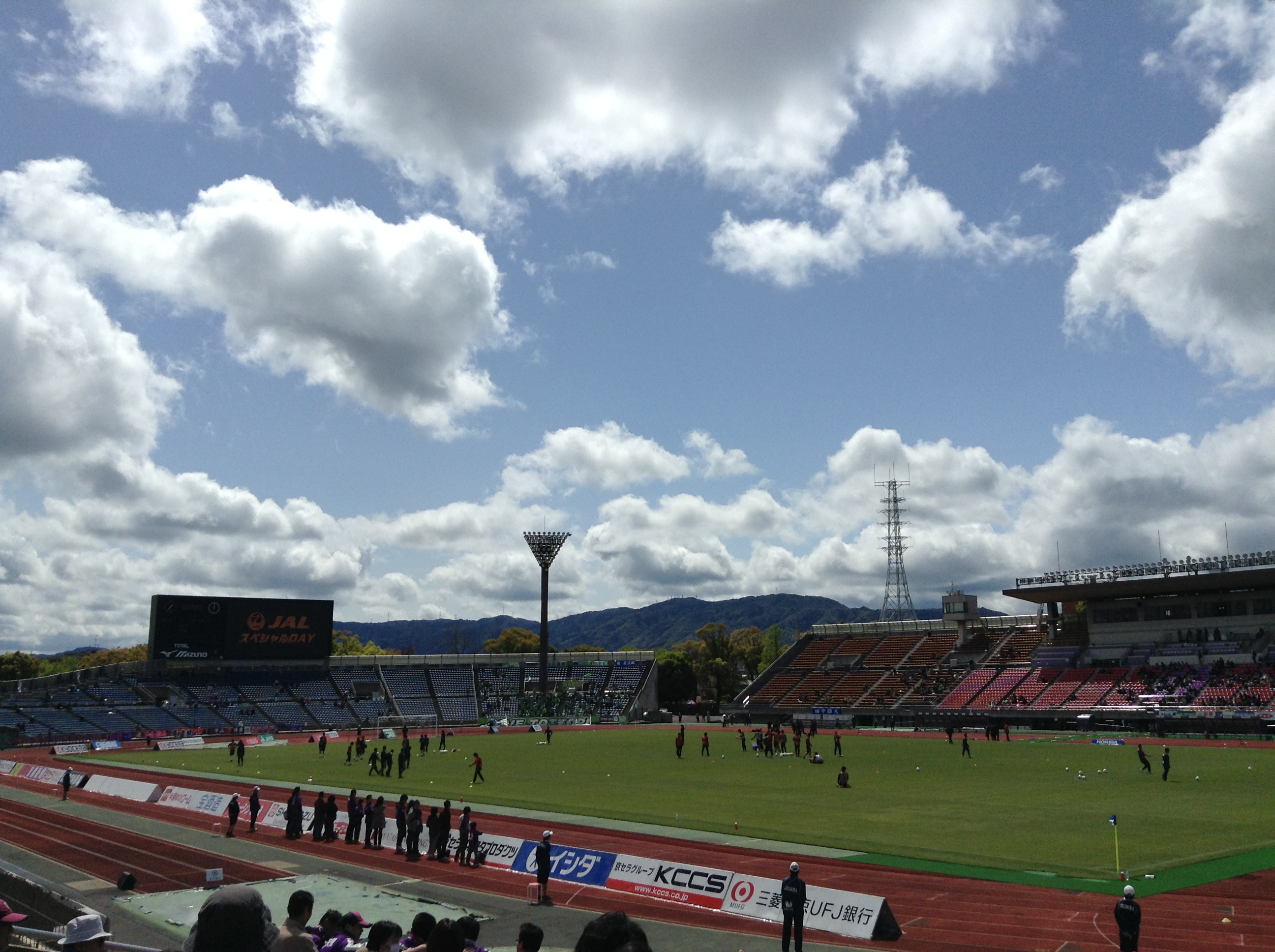
陸上競技場兼球技場

- トラック　1周400m×9コース、全天候舗装
- フィールド　106m×71m
- スタンド　20,588人
- 照明　ナイター照明塔6基

### 補助競技場
- 日本陸上競技連盟第三種公認
- トラック　1周400m×8コース
- スタンド　200人

### 野球場
- 両翼　100m、中堅：117m
- スタンド 内野（スタンド）13,300人、外野（芝生）6,700人
- 照明　ナイター照明設備6基

### プール兼アイススケートリンク
- 夏期は水泳場、冬期はスケート場
- メインプール（50m×25m、10コース、可動床、観客席約2,200席）
- 飛び込みプール（25m×22m，水深5m）

（メインプール、飛び込みプールは冬期の間スケート場になる）
- サブプール（25m×17m、8コース、可動床）
- キッズプール（水深30cm、ウォータースライダーを備える）
- トレーニングルーム、フィットネススタジオ
- アーチェリー場
- レストラン
- 所在地：京都府京都市右京区西京極徳大寺団子田町

### 体育館
- フロア　2,400m2（観客数　2,926人）

## 周辺
- 学校法人光華女子学園
  - 京都光華女子大学
  - 京都光華中学校・高等学校
  - 光華小学校
- 京都市立西京極中学校
- 桂川
- 天神川

## アクセス
- 阪急京都線西京極駅から徒歩5分。
- 京都市営バス西京極運動公園前
- 京都バス西京極スポーツセンター前